# VIII. Bonifác pápa
Benedetto Caetani (Anagni, 1235 körül – Róma, 1303. október 11.) VIII. Bonifác néven lépett Szent Péter trónjára a római katolikus egyház történetének 193. pápájaként. Hétéves pontifikátusa visszaidézte a pápaság és a világi hatalom küzdelmének korát. A Német-római Birodalom hatalmi gyengülése után Nyugat-Európában a hegemóniát a Francia Királyság vette át. Az egyre nagyobb befolyással bíró francia udvar nemcsak az ország határain belül akart politikai egyeduralmat, hanem a határokon kívül és nemcsak a világi körökben, hanem egyházi ügyekben is. Bonifác az Orsinik támogatásával került trónra, és legfőbb célja volt, hogy a pápaság hatalmát megerősítse a világi uralkodókkal, elsősorban IV. Fülöp francia királlyal szemben. A vita ugyanazon alapokon körvonalazódott, mint több száz évvel azelőtt, IX. Gergely pápa idején. Bonifác az egyház felsőbbrendűségének leple alatt a francia befolyás csökkenését akarta elérni az egyházon belül. Nem riadt meg a harcoktól, de az állandó küzdelem a Colonnák és a franciák ellen végül felőrölte erőit. Pontifikátusának utolsó éveiben a gyakran bírált egyházfő megzavarodott. Emlékét a francia uralkodó igyekezett befeketíteni, ezért a történelemkönyvek lapjain sokszor negatív figuraként jelenik meg.

## Élete a pápai trónig
Benedetto Caetani néven született 1235 körül Anagniban, egy Rómától körülbelül 50 kilométerre fekvő  városban. Apját Loffredónak hívták, aki valamikor Spanyolországból települt át nemesi rangjával együtt. A neves Caetani-család sarja volt, amely Itália és Róma egyik legbefolyásosabb családjává nőtte ki magát. Megkapták a Segni grófja címet is, így a Caetanikat korábban gyakran a Di Segni névvel illették. E néven korábban három pápát is megválasztottak, III. Incét, IX. Gergelyt és IV. Sándort. Továbbá az Orsinik mellett a Caetani család volt a leginkább elkötelezett az Anjou-ház uralkodásának visszaállítása mellett.
Benedetto kitűnő neveltetést kapott. Először Todi, majd Spoleto városában tanult, egyes források szerint a párizsi egyetem növendéke is volt egy ideig. Civil- és kánonjogból doktorátust szerzett, majd Anagniban, Todiban, Párizsban, Lyonban és Rómában lett kanonok. 1265-ben elkísérte Ottobuono Fieschi bíborost (a későbbi V. Adorján pápát) Angliába, ahol a kardinális és kísérete III. Henrik angol király és lázongó bárói között próbált békét teremteni. A fiatal Caetani 1276-ban lépett a pápai kúria szolgálatába. Néhány évig egyháztanácsi ügyvédként és apostoli írnokként dolgozott a lateráni udvarban, ahol befolyása fokozatosan nőtt. 1281-ben IV. Márton pápa a San Nicolò in carcere Tulliano-templom címzetes bíboros-diakónusává szentelte fel. Tíz évvel ezután IV. Miklós pápa a Santi Silvestro e Martino ai Monti-templom bíboros-presbiterévé avatta. Bíborosként több pápai legátust is vezetett, elsősorban Franciaországba és Szicíliába.
Befolyása akkor érte el csúcspontját, amikor V. Celesztin pápa lett az egyházfő. Celesztin egyszerű remete-szerzetes volt, aki egyáltalán nem értett a politikához és az egyház irányításához, és pár hónap alatt teljesen összekuszálta a pápai állam ügyeit. Udvarát Nápolyba tette át, ahol Benedetto bíboros igyekezett minden erejével helyes úton tartani a nyilvánvalóan alkalmatlan egyházfőt — Celesztin azonban minden addigi szabályt felrúgva osztogatta az egyházi méltóságokat, némelyiket négyszer-ötször is kiadta. II. Károly nápolyi király teljes befolyása alatt tartotta. Celesztin hamarosan belátta, hogy a hatalmas feladatot képtelen ellátni, és lemondásán gondolkozott. A feljegyzések itt különféleképpen írnak Benedetto szerepéről. A legtöbb (ellenséges) francia forrás és krónika, amelyek a későbbi Bonifác pontifikátusát mélyen elítélték, úgy vélekedik, hogy Caetani bíboros beszélte rá Celesztint a távozásra. Ezt támasztja alá az, hogy maga a bíboros szedte össze a lemondáshoz szükséges kánonjogi törvényeket. Az egyházi források viszont arról számolnak be, hogy az egyszerű Celesztin önállóan döntött, és Caetani a pápa kérésére gyűjtötte össze az ezt lehetővé tévő rendelkezéseket.
Mindenesetre Celesztin — elsőként a történelemben — 1294. december 13-án bíborosai előtt lemondott trónjáról. A bíboros kollégium tizenegy nap múltán, december 24-én Benedetto Caetanit választotta az egyház első számú vezetőjévé. Ebben nagy szerepe volt az Orsini-család híveinek is. Benedetto a VIII. Bonifác uralkodói nevet vette fel, mert bár az utolsó, Bonifác néven uralkodó pápa VI. Bonifác volt, viszont a közben ellenpápaként fellépett VII. Bonifác nevét Benedetto nem akarta viselni.

## Egy küzdelmes pontifikátus
Az egyház nehéz időket élt. V. Celesztin pápa lemondása után tíz nappal már legfőbb tanácsadója fogadta a bíborosok jelölését. VIII. Bonifác nagy tervekkel látott neki pontifikátusának, mely tulajdonképpen az egyház középkori történelmének záróakkordjaként is felfogható. A pápák csak ezután ismerték fel, hogy időközben teljesen megváltozott Európa társadalma. A kialakuló polgárságot már más eszközökkel kellett az egyházhoz csábítani, mint a korábbi egyszerű embereket. Mindenesetre Bonifác ezt még képtelen volt belátni, és a karácsonyi teendők után nagy tettekre készen látott hozzá pápai uralmának. Napokkal megválasztása után semmissé nyilvánította elődjének legtöbb intézkedését. Ezek után Rómába indult, hogy megtisztítsa az egyházat a nápolyi király befolyásától. 1295. január 23-án koronázták meg a lateráni Szent János-bazilikában. A krónikák szerint ez volt a kor egyik legpazarabb ceremóniája, amelyen II. Károly nápolyi király és gyermeke, Martell Károly, a magyar trónkövetelő is jelen volt. Már koronázásának másnapján kiadta első enciklikáját (Unam Sanctum), amelyben az egyház fenséges és tökéletes, mindenek fölött álló egységének elvét hirdette. Az egyházi primátus burkolt megjelenése előrevetítette Bonifác és a világi hatalommal küzdelmét.

### Celesztin elfogatása
Egész Itália megrázkódott, amikor a pápák történetében elsőként Celesztin pápa lemondott a lelki világ legfőbb hivataláról. Sokan a hamarosan megválasztott Bonifác mesterkedését látták a történtek mögött. Celesztin távozása a vártnál jobban aláásta a pápaság tekintélyét. Az egyházfők már évszázadok óta azt hirdették, hogy ők Isten földi helytartói, felettük nem ítélkezhet senki (bár a pápai csalhatatlanság dogmáját csak IX. Piusz pápa mondatta ki a 19. században). Ezek a keservesen elért és elismertetett tanok egy hét alatt romba dőltek.

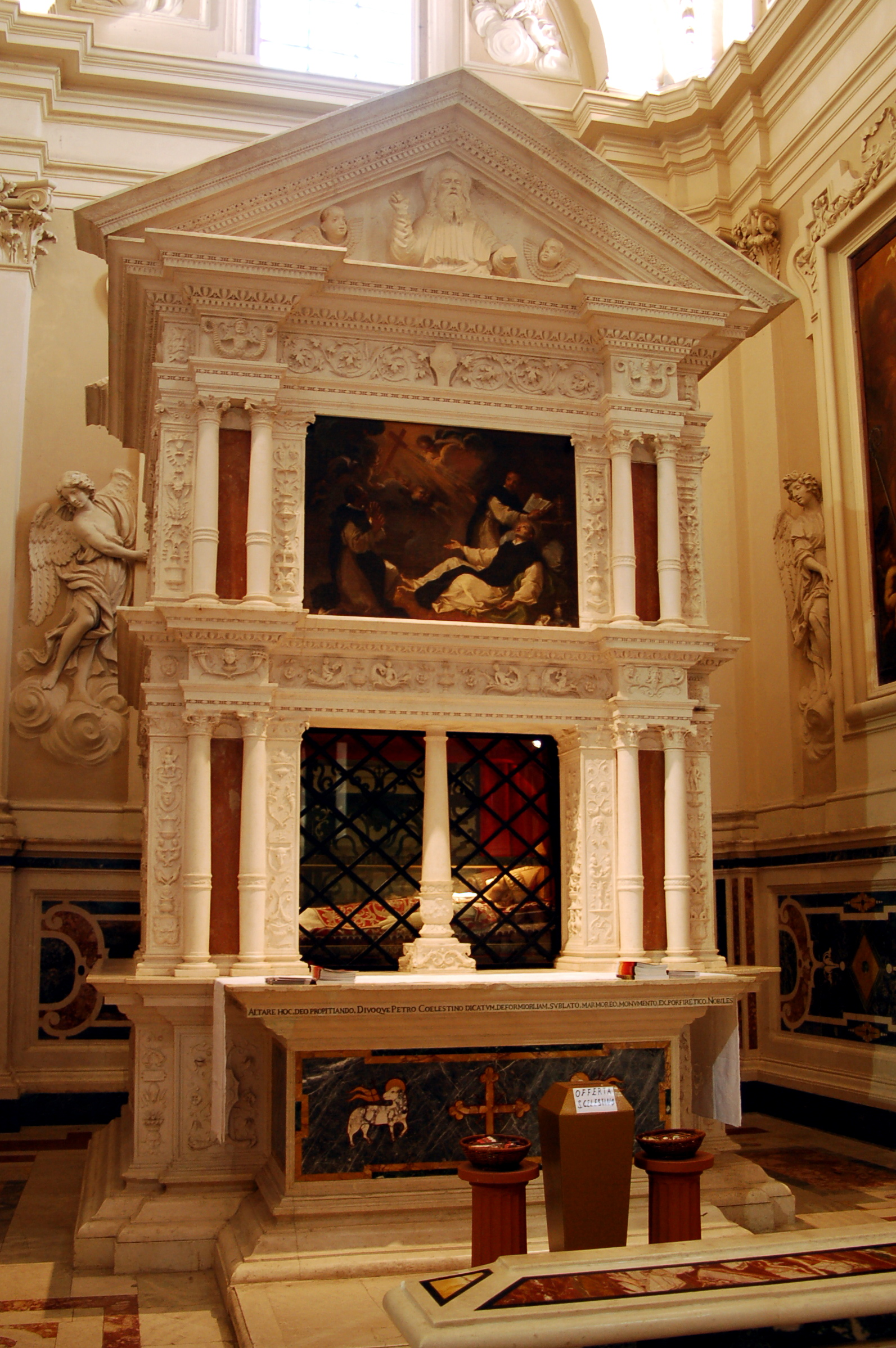
Celesztin síremléke L'Aquilában

Bonifác éppen ezért úgy döntött, hogy mindenképpen maga mellett tartja a lemondott egyházfőt. Amikor a pápaválasztás színhelyéről, Nápolyból Rómába indult kíséretével, Celesztin megértett, hogy élete hátralévő részét bezárva fogja tölteni. A szent életű exegyházfő ebbe nem tudott belenyugodni, hiszen addig a szabad természet ölén, remeteként igyekezett lelkét tisztán tartani. A pápai menet San Germanónál pihent meg, amikor Celesztinnek sikerült megszöknie egykori tanácsadójának szárnyai alól. Rövidesen elfogták, és Bonifác a Monte Cassino-i apátjára bízta elődjét. Celesztinnek innen is sikerült elmenekülnie, és tanulva korábbi kudarcából, Apulia hegyei és erdői felé vette útját. Felkereste korábbi szerzetestársait is, de csak rövid ideig maradhatott, mivel Bonifác elfogatóparancsot adott ki ellene.
Az új egyházfőnek minden oka megvolt arra, hogy aggódjon, amíg Celesztin szabadon kóborol. Az ellene zúgolódó tömegek könnyen saját pártjuk élére állíthatták volna, és akkor elkerülhetetlen lett volna a katolikus egyház szakadása. A katonák azonban nehezen tudták követni a rengetegben otthonosan mozgó aggastyánt. Végül Celesztin egy szerencsétlen hajóúton bukott el. Az Adrián átkelve előbb Dalmáciába, majd Görögországba akart utazni, de egy vihar a capitanatai Vieste közelében partra sodorta hajóját. A hatóságok azonnal elfogták, és kiszolgáltatták utódjának. Először Bonifác anagni palotájába vitték, ahol az egyházfő úgy határozott, hogy az erős Fumone várba záratja elődjét. A Ferentino felett magasodó várban igen mostoha körülmények közé zárt Celesztin kilenc hónap után meghalt — vagy egyesek szerint Bonifác utasítására meggyilkolták.

### Szicília végre békét nyer
Az 1282-es szicíliai vecsernye óta Szicília szigete folyamatosan a pápai politika egyik központi területe volt. A szicíliai nép a „vecsernye” során elűzte a pápák által támogatott Anjou-házat, amelynek leszármazottja, II. Károly igyekezett visszaszerezni trónját. Ezt apja jogán tette, akinek IV. Kelemen pápa mint a szigetország hűbérura ajánlotta fel a trónt. Másrészt I. Jakabot 1286-ban Palermóban királlyá koronázták, ami miatt egyházi átokkal sújtották az aragon uralkodócsalád sarját. A politikai hangulat igencsak feszült volt Itália déli részén, hiszen Károlynak esélye sem volt legyűrni az erős sereg élén álló Jakabot, a szicíliai flotta pedig már Róma közelében is megjelent. A helyzet gyökeresen megváltozott 1291-ben, amikor meghalt Jakab bátyja, III. Alfonz, Aragónia uralkodója. Jakabnak ekkor fontosabbá vált a családi trón megszerzése, így beleegyezett II. Károly hatalmának restaurálásába azzal a feltétellel, hogy hetvenezer font ezüst hozományával feleségül veszi Károly leányát, Nápolyi Biankát. Bonifác 1295. június 21-én ismerte el a szerződést. A megegyezést segítendő feloldotta az egyházi átkot, és Jakabnak ajándékozta Korzika és Szardínia szigetét is, amelyek szintén pápai hűbérbirtokok voltak.
A béke azonban rövid életű volt, aminek oka éppen a középkori világ alapvető változása volt. Bonifác a bevált egyházi módszerekkel próbálta rendezni Szicília ügyét, így nem számolt a szicíliai néppel, amely fellázadt a feje felett megkötött szerződés ellen, és a szicíliai trónra meghívta II. Frigyest, Jakab öccsét. Bonifác meghívta Frigyest Velletribe, ahol megpróbálta lebeszélni a trón elfogadásáról. Cserébe felajánlotta neki Konstantinápoly és a letűnt Latin Császárság trónját. Frigyes azonban nem egyezett meg a pápával, és elfogadta a szicíliaiak ajánlatát. Rövidesen kiűzték a pápai legátust az országból, és Bonifác heves tiltakozása ellenére 1296. március 25-én Palermóban királlyá koronázták a legifjabb aragóniait. A pápa azonnal kiátkozta az új uralkodót, és interdiktum alá helyezte az egész királyságot, ezzel azonban senki sem törődött.
Bonifác nem akart belenyugodni kudarcába, ezért háborút hirdetett Frigyes ellen. A pápai seregek élére Jakabot kényszerítette, aki inkább Charles de Valois-t, IV. Fülöp francia király fivérét hívta meg közvetítőnek. A francia herceg végül 1302-ben végleges békét tudott kicsikarni a felek között. A szerződés értelmében a pápa feloldotta a Frigyest sújtó átkokat, cserébe a szicíliai uralkodó feleségül vette Károly fiatalabbik lányát, Eleanorát és esküt tett arra, hogy trónját csak haláláig őrzi meg az aragóniai ház: Frigyes halála után a trón az Anjoukra száll. A sokat vitatott szerződést Bonifác 1303. június 12-én írta alá.

### Pápai politika Itália északi tájain

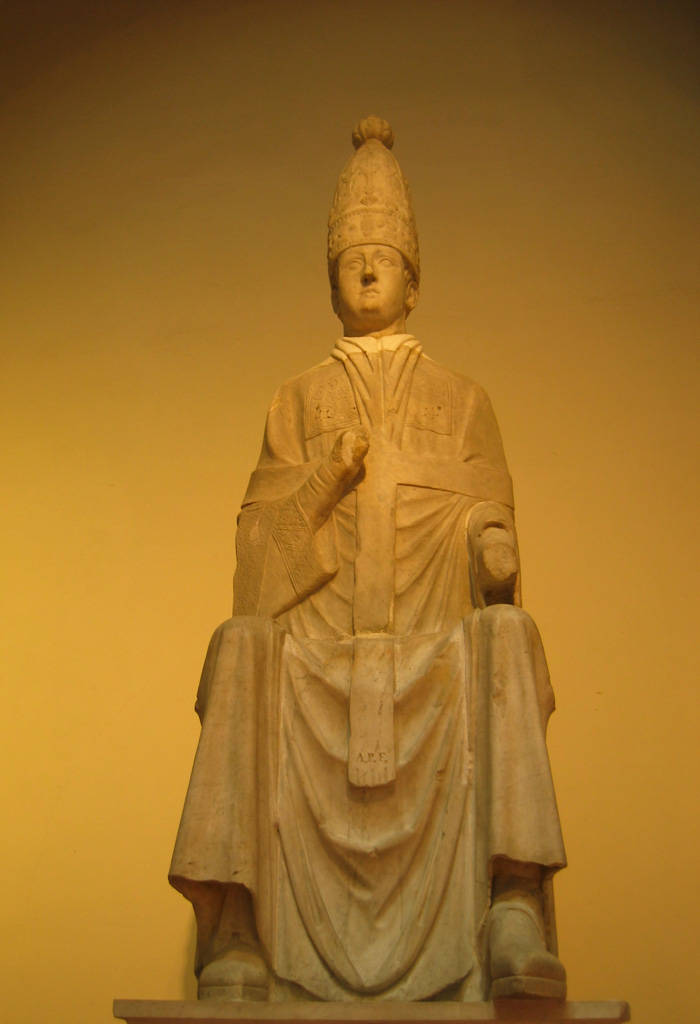
VIII. Bonifác szobra a firenzei Opera del Duomo múzeumban

Bonifác igen komolyan gondolta trónra lépésekor kihirdetett enciklikáját. Az egyház mindenhatóságát és a pápai politikát igyekezett kiterjeszteni Európa minden katolikus udvarára. Nem volt olyan nemzetközi esemény, amelyen ne vett volna részt. Észak-Itália ráadásul közvetlen szomszédsága miatt kiemelt fontosságú volt a pápák politikájában. A Földközi-tenger kereskedelmét akkoriban a Velencei Köztársaság és a Genovai Köztársaság felügyelte. De a háborúk kora leáldozóban volt a levantei területeken, így a hatalmi konfliktus hamarosan elvezetett a két városállam első háborújához. A déli vizeket uraló flották kíméletlen háborújában a belpolitikai nehézségekkel is küzdő Velence veszített pozícióiból. Bonifác rossz szemmel nézte az eszkalálódó háborút, amelynek két oka is volt. Elsőként helytelenítette, hogy két keresztény állam egymásnak rontson. Ezt tartotta hivatalos álláspontjának, mely alapján megpróbált mindent, hogy kibékítse a két államot. A másik indok, miszerint egy keresztes háború, amit Bonifác is tervezgetett, egyszerűen kivitelezhetetlen volt nélkülük. Velence és Genova flottája szállította a kereszteseket a leggyakrabban. De egyik sem törődött a pápa figyelmeztetéseivel és felszólításaival. A háborút 1299-ben fejezték be, amikor mindkét állam ereje megfogyatkozott. A végkimerülés határára ért városállamok között szinte minden maradt a régiben.
A harmadik állam, mellyel sokat foglalkozott Bonifác, a Firenze központú Toszkána volt. A városban előtörtek az ellentétek a guelfek és ghibellinek között. A ghibellin érzelmű Bianchi, azaz Fehérek csoportja építkezhetett a szélesebb polgári rétegeken. Tagja volt több korabeli híresség is, például Dante Alighieri is. Velük szemben a Neri, azaz a Feketék pártja az arisztokraták és a nemesség érdekeit képviselve igyekeztek megkaparintani a köztársaság vezetését. Bonifác Matteo d'Acquasparte bíborost küldte legátusaként Firenzébe, hogy közvetítsen a két párt vezetője, Vieri dei Cerchi és Corso Donati között, de a pápai követ nem járt sikerrel. Ezek után Bonifác felkérte Charles de Valoisg-t, aki Szicília ügyében is segítette őt, hogy teremtsen békét Toszkánában. Bonifác a pápai seregek parancsnokának nevezte ki a francia herceget, és Toszkána kormányzóságát is felajánlotta neki, amennyiben ott nem szilárdulna meg valamilyen központi hatalom.
Charles de Valois komolyan vette Bonifác mondatait, miszerint bármilyen eszközt használhat a béke érdekében, így 1301. november 1-jén Firenze kegyetlen zsarnokot ismerhetett meg a pápa „békítőjeként”. A herceg kíméletlen harcot indított a Fehérek ellen, és öt hónap alatt megerősítette az arisztokrácia hatalmát. Több polgárt megöltek, másokat száműztek.

### Róma, Bonifác és a Colonnák
Bonifác a nemzetközi politikában nem ért el nagy eredményeket, de Itáliában rendet tartott. Bár Róma megszelídítése sem volt egyszerű és a politikai csatározásoktól mentes, ez mégis a pápa javára dőlt el — legalábbis az Örök Városban és ott is csak haláláig. Celesztin lemondása után köztudott volt, hogy Bonifác az Orsini család hathatós támogatásával került az egyház élére. Az Orsinik esküdt ellenségei, a Colonnák természetesen mindent megtettek, hogy megkeserítsék az egyházfő uralkodását. A bíboros kollégiumban két Colonna foglalt helyet:
- Jacopo Colonna, a nagy hatalmú család feje és unokaöccse,
- Pietro Colonna.

A vita akkor tört ki, amikor Jacopo lett a családfő, és a Colonnák hatalmas birtokainak kezelése is az ő kezébe került. Jacopo a családi földeket szétosztogatta unokaöccsei között, és testvéreinek nem juttatott semmit jogos örökségükből. A három kirekesztett testvér Bonifáchoz fellebbezett az igazságtalanság miatt, ő pedig megintette Jacopót, és felszólította, hogy tegye azt jóvá. Erre a két Colonna bíboros kijelentette, hogy nem ismerik el Bonifác legitimitását, így ítéletéről sem vesznek tudomást. Hogy nyomatékosítsák kijelentésüket, politikai kapcsolatba léptek a pápa ellenségeivel — előbb Jakabbal, majd II. Frigyessel, Szicília uralkodójával.
Miután Bonifác szavai, fenyegetései nem hatottak, az egyházfő elrendelte, hogy a két bíborost a pápai helyőrség házi fogságba zárja Palestrina városában, a család ősi fészkében. Bonifác igyekezett elsimítani az ügyet, ezért három pontban próbálta igazságra bírni a Colonna-bíborosokat, melyek elfogadása után kiszabadulhatnak. De a bíborosok ezt is megtagadták, mire a pápa 1297. május 10-én az In excelso throno kezdetű bullájában kiközösítette őket az egyházból. A Colonnák válaszul Róma minden templomának kapujára kitűztek egy levelet, amelyben kijelentik, hogy Bonifác nem törvényes egyházfő, hiszen a kánoni jogok ellenére emelkedett a trónra. Megvádolták, hogy kijátszotta Celesztin egyszerűségét, és most bitorolja a pápai trónt. A levélben a Colonnák egyetemes zsinatot követeltek, amely előtt a pápának, mint vádlottnak kell megjelennie. Bonifác erre megerősítette az átkot, és kiterjesztette azt a család több tagjára is. A Collonák ismét kitűzték leveleiket Róma templomaira.
A Colonnákat sokan támogatták. 1297. szeptember 4-én Bonifác elhagyta Rómát, és Orvietóba költözött, ahonnan hadat üzent Jacopo Colonnának. A pápai seregek élére Jacopo testvérét, Landolfo Colonnát nevezte ki. Bonifác hadai egy éven belül bevették a két bíboros legerősebb erődítményéét, Palestrinát. A várost a pápa utasítására földig rombolták, majd felszántották és ókori római szokás szerint sóval hintették be. A két bíboros darócruhában, nyakában kötéllel járult Bonifác elé, hogy bocsánatáért esedezzenek. A pápa megbocsátott ellenségeinek, de eredeti méltóságukat nem adta vissza. De a Colonnák másodszor is lázadást szítottak az egyházfő ellen, aki ekkor még könnyebben verte le próbálkozásukat. Bonifác elvette minden vagyonukat, azt hívei között osztotta szét, a legfontosabb lázadókat pedig száműzte. Sokan Szicíliába menekültek, de a legtöbben a párizsi udvarban találtak menedékre.

### IV. Fülöp és Bonifác küzdelme

#### Az első ütközet
Bonifác pontifikátusát nagyban megkeserítette a makacs francia uralkodó, IV. Szép Fülöp. Ő igen akaratos és önérzetes vezetőnek bizonyult, aki a Német-római Birodalom anarchiába süllyedése óta Európa leghatalmasabb uralkodójává vált, és nem is ismert el az övéhez felérő hatalmat.
A pápának már megválasztása után dédelgetett vágya volt, hogy Európa keresztényeit összefogva megsemmisítő hadjáratot indítson az egyre terjeszkedő iszlám ellen a Közel-Keleten. Miután Velence és Genova sem reagált erre a szándékára, sokan kétkedtek benne, hogy éppen Franciaország hallgat majd Laterán szavára. Bonifác mindenesetre elhatározta, hogy békét teremt a hadban álló Anglia és Franciaország között, hiszen nélkülük aligha indíthatott volna egy minden eddigit felülmúló keresztes hadjáratot. Ráadásul mindkét ország jogtalan forrásokból finanszírozta háborúját. Fülöp 1294-ben támadta meg az angol király birtokában lévő Gascogne-t. Ehhez megadóztatta a francia klérust és lefoglalta a korábban keresztes hadjáratokra összegyűjtött egyházi pénzeket. A szemben álló angol uralkodó, I. Edward sem akart lemaradni, így ő is adókat vetett ki az angol egyházra. Így Bonifác 1296. február 24-én kiadta Clericis laicos kezdetű bulláját, amelyben megtiltotta a világi hatalomnak, hogy egyházi birtokot vegyen el vagy adóztasson a Szentszék engedélye nélkül. Egyben a klérusnak is megtiltotta, hogy lemondjon földbirtokairól vagy egyházi tulajdont elajándékozzon. A bulla kezdeti sorának kissé támadó hangvétele miatt megsértődött IV. Fülöp egyébként sem akart lemondani a jól jövedelmező egyházi adókról, ezért augusztus 17-én királyi rendeletben tiltotta meg minden nemesfém, drágakő, fegyver és élelmiszer kivitelét országából. Őröket állított főként a déli határokra, hogy rendeletét betartsák. Ez óriási érvágás volt az egyháznak, hiszen a pápa jövedelmeinek jelentős részét kapta Franciaországból.
Bonifác kénytelen volt visszavonulót fújni, és szeptember 20-án kiadta Ineffabilis Amor kezdetű bulláját, amelyben magyarázatot adott előző bullájához. Ebben úgy érvelt, hogy a pápa nem a jogos önvédelemtől akarta elvonni a klérus támogatását, hanem saját jogos jövedelmét védelmezte. A teljes békéhez Bonifácnak 1297. augusztus 11-én szentté kellett avatnia Fülöp nagyapját, IX. Lajost. Ezek után a francia uralkodó visszavonta rendeletét, és úgy tűnt, hogy helyreáll a béke. 1298-ban Bonifác sürgetésére fegyverszünetet kötött a két királyság, de ez a béke csak két évig tartott, ahogy nagyjából Bonifác és Fülöp baráti kapcsolata is.

#### A XIV. század első komoly politikai fordulata
A francia udvarral kötött békét mindenki üdvözölte, kivéve a Colonnákat, akik egyre nagyobb tisztségeket kaptak Fülöp udvarában. Az ő sugallatukra Fülöp fejében megszületett egy új világrend. Eszerint a keresztény világ békéjét nem a pápának, hanem a francia koronának kell biztosítania úgy, hogy először legyőzni az angolokat, majd egy elsöprő keresztes hadjárattal birtokba veszi a jelenlegi és a hajdani bizánci területeket. Elfoglalja a szétdarabolódó német területeket, és akkor a pápának csak spirituális hatalma marad — tulajdonképpen a francia király egyik hivatalnokává válik, és a koronától kapja fizetését.
A feltüzelt uralkodó tehát folytatta a francia klérus adóztatását és elnyomását, amire Bonifác 1301-ben pápai legátust küldött az udvarba. Bernard de Saisset, Pamiers püspöke azonban rossz választásnak bizonyult, ugyanis a francia főpapság nem szerette. Ezért még elő sem adhatta jövetelének okát, a francia klérus máris perbe fogta, a narbonne-i érsek fogságba is vetette. Pierre Flote és Guillaume de Nogaret Rómába utazott, hogy előtárják a pápának Bernard súlyos bűneit, és kérjék felmentését. Bonifác erről hallani sem akart, és követelte a püspök szabadon bocsátását. A tárgyalások eredménytelenül zárultak, így 1301. december 5-én Bonifác megerősítette a korábbi Clericis laicos bulláját, és kiadta híres Ausculta Fili (magyarul: Hallgass rám, fiam) kezdetű bulláját. Ebben a középkori egyházfők küzdelmeit összefoglalva kijelenti, hogy ő Isten földi helytartója, felette senki nem ítélkezhet, neki azonban jogában áll királyokat letenni és felemelni, mert azok Istenen keresztül a pápának köszönhetik uralmukat. Ha ez nem lett volna elég, hogy Fülöpöt végleg kihozza a sodrából, Bonifác még hozzátette: 1302. november 4-ére Rómába hívja a francia klérust, hogy megtárgyalják, hogy mi legyen a királyi visszaélések büntetése, hogyan reformálják meg a királyságot és térítsék jó útra magát a királyt.
A bullát Jacques de Normans narbonne-i archidiakónus olvasta fel az uralkodónak. A források szerint egyet és mást kihagyott a levélből, a gőgösnek és fennhéjázónak ható sorokat pedig mintegy ráolvasta a királyra. A pápaság és a francia udvar viszonyát végleg az alábbi részlet borította fel: „Azt akarjuk, hogy tudd, Te a mi alattvalónk vagy mind lelki, mind világi hatalom szempontjából” (latin eredetiben: "Scire te volumnus quod in spiritualibus et temporalibus nobis subes"). Majd az összegyűlt francia klérus előtt egy olyan pápai levelet olvastak fel, amely Bonifác egyértelmű gőgjét fejezte ki — egyes krónikák szerint ez egy hamisítvány volt. Ezután a francia közvélemény a pápa ellen fordult, és Fülöp megtiltotta a francia klerikusoknak, hogy Rómába utazzanak. 1301. április 10-én rendi gyűlést tartottak a párizsi Notre Dame-katedrálisban. A három rend előtt felolvasták Bonifác hamisított bulláját, majd törvénytelen uralkodóként csalással és a világi hatalom elleni támadással vádolták meg a pápát. A polgárság és a laikus nemesség azonnal a király oldalára állt, míg a klérus megosztott volt, és inkább a hallgatásba menekült. A rendi gyűlésről értesült Bonifác is, aki pár héttel később minden részt vevő klerikusnak eljuttatta ostorozó levelét, amelyben gyávának nevezte a francia klérust, amiért nem állt ki vezetője mellett. Ezért 1302-ben egy francia egyházi gyűlésen végül Porto bíborosa kijelentette, hogy a Notre Dame-ban felhozott vádak alaptalanok.
Eközben Bonifác, a jogászpápa azon dolgozott, hogy megtámadhatatlan jogi hátteret alkosson érvei háttereként. Ezt a kánoni jog minden részét átkutatva építette fel. Egészen Nagy Konstantin, római császár adományától kezdve vezette végig a pápák jogait, amelyek mindig a világi hatalom felett álltak. A magyarázat végén Bonifác utalt rá, hogy hatalmában áll királyokat letenni trónjukról, így ha nem változik meg Fülöp hozzáállása, akkor a francia trónt üresnek fogja nyilvánítani. Emellett megerősítette a francia klérus Rómába hívását. Fülöp ez utóbbit igyekezett megakadályozni, de sok esetben ez nem sikerült, így elkobozta azon egyháziak tulajdonát, akik tiltása ellenére elutaztak a római zsinatra. A római zsinat 1302. október 30-án ült össze. A királyi tiltás ellenére a zsinaton négy érsek, harmincöt püspök, hét apát és több teológiai doktor jelent meg. A zsinat legtöbb döntése és dokumentuma eltűnt, ugyanis Bonifác halála után a francia udvar több, számára kínos egyházi iratot semmisített meg. Két bulla mégis fennmaradt erről a zsinatról, ugyanis jelentőségük miatt ezeket nem lehetett elpusztítani. Az egyik bullában Bonifác egyházi átokkal sújtotta mindazokat, akik valamilyen módon megakadályozzák bármely személy Rómába jutását. A másik az 1302. november 18-án kiadott híres Unam Sanctam kezdetű bulla, melyet valószínűleg Aegidius Colonna, Bourges püspöke jegyezte le, és a kor leghíresebb teológusai (mint például Aquinói Szent Tamás) írtak. Ebben foglalja össze Bonifác a "két kard" elméletét, amely a világi és a spirituális hatalom kapcsolatát írja le. Ez megerősíti a pápa korábbi nyilatkozatait, miszerint a világi hatalom a pápák fennhatósága alatt áll.

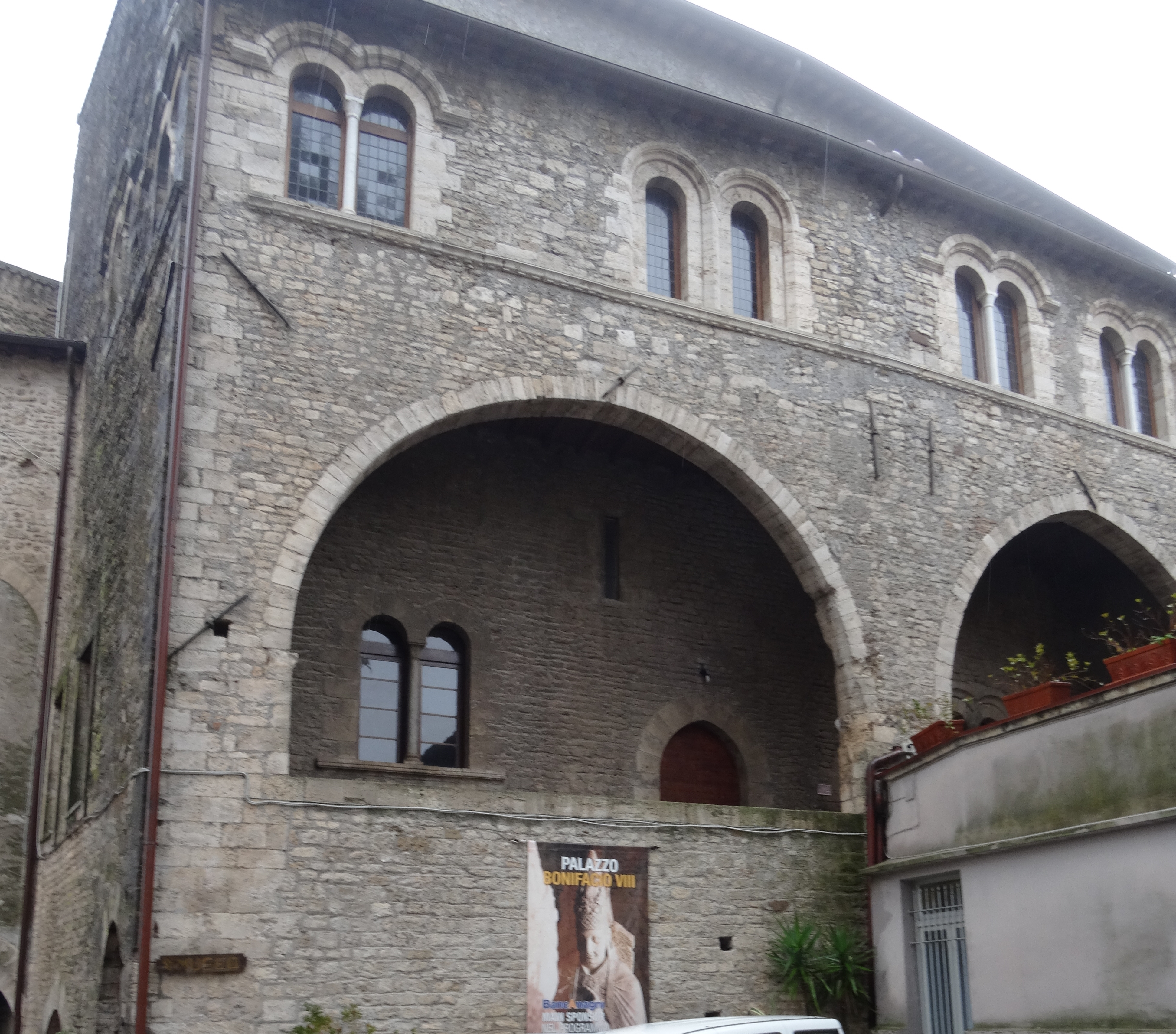
A pápai palota Anagniban

Az Unam Sanctam bullát Fülöp elutasította, és továbbra is tagadta Bonifác legitim uralkodását. 1303 februárjában a pápa követet küldött a párizsi udvarba, Jean Lemoine személyében, hogy próbáljon békét kicsikarni Fülöpnél. A követ az uralkodó tudtára adta, hogy ha nem vonja vissza korábbi kijelentéseit, a pápa ki fogja átkozni. Ezután Rómába hívja a francia prelátust, hogy megtárgyalják az ország jövőjét. Április 13-án a legátus megkapta Bonifáctól a levelet, amelyben a pápa kiátkozza az uralkodót — egyúttal a klérus hívólevelét is azzal, hogy azt csak szükség esetén használhatja fel. Ez a szükség titokban már el is érkezett, ugyanis Fülöp 1303. március 12-én összehívta államtanácsát, amelyen Guillaume de Nogaret pecsétőr vállalta, hogy megszabadítja az egyházat és Franciaországot a „trónbitorló” Benedetto Caetanitól. Ehhez csak annyit kért, hogy a király kezdeményezésével hívjanak össze egy zsinatot, amelyen megvádolják Bonifácot. Június 13-án a Louvre-ban ült össze ez a zsinat, amely előtt huszonkilenc pontban találták bűnösnek az egyházfőt. A király ünnepélyesen megfogadta, hogy eltávolítja Bonifácot trónjáról. A pápai legátusnak menekülnie kellett az országból, és több Bonifác-párti főpap is hasonló sorsra vagy börtönbe jutott. A megvádolt pápa bűnösségét Fülöp körbeküldte Európa uralkodóinak és bíborosainak, tudatva velük, hogy megpróbálja elmozdítani a törvénytelen egyházfőt a pápai trónról.
Bonifác Rómában egy zsinat előtt tisztázta az ellene felhozott vádakat, majd igyekezett kidolgozni diplomáciai válaszát. Fülöp ezúttal nem akart engedni, és a vita gyors lezárásának érdekében Bonifác személye ellen indított hajtóvadászatot. A mit sem sejtő pápa anagni rezidenciáján tartózkodott, amikor Guillaume de Nogaret és a Colonna család feje, Sciarra Colonna egy kisebb fegyveres csapat élén a pápai palota ellen vonult. 1303. szeptember 7-én a Colonnák erővel betörték a város kapuit. Nogaret követelte Bonifáctól, hogy azonnal mondjon le, mire a pápa azt válaszolta, hogy akkor inkább a halált választja. Sciarra Colonna pár fegyveres élén a pápai palotához csatolt katedrálison keresztül betört Bonifác lakosztályába. Az egyházfő éppen bíborosai körében volt, amikor a feldühödött Colonna megtámadta a főpapokat. A mészárlás áldozata lett Bonifác öt bíborosa is, akik között ott volt Bicskei Gergely, esztergomi érsek is. A krónikák szerint maga Nogaret állította meg Sciarra kezét, amikor az meg akarta ölni a pápát. A francia miniszter intésére a Colonna csak hidegen ismertette az egyházfővel a párizsi zsinat vádjait. Közölte vele, hogy napokon belül Lyonba hurcolják, ahol kénytelen lesz lemondani. De Bonifác teljes pápai díszben kijelentette, hogy inkább itt hal meg Krisztus híveként és egyházfőként, mint hogy lemondjon hivataláról. Ezek után még három napig tartották fogva az anagni palotában, ahol étlen-szomjan tartották, és senki nem törődött vele. Nogaret és a Colonna család feje Bonifác jövőjéről tárgyalt, azonban szeptember 9-én az anagni polgároknak elegük lett a dőzsölő franciákból, és kituszkolták őket a városból. Az Orsini család is közeledett négyszáz lovas élén, így a franciáknak menekülni kellett. Az Orsinik a meggyötört pápát Rómába vitték, ahol a krónikák szerint beleőrült az anagni napok történéseibe és a sok kudarcba.

### Az Árpádok nyomában

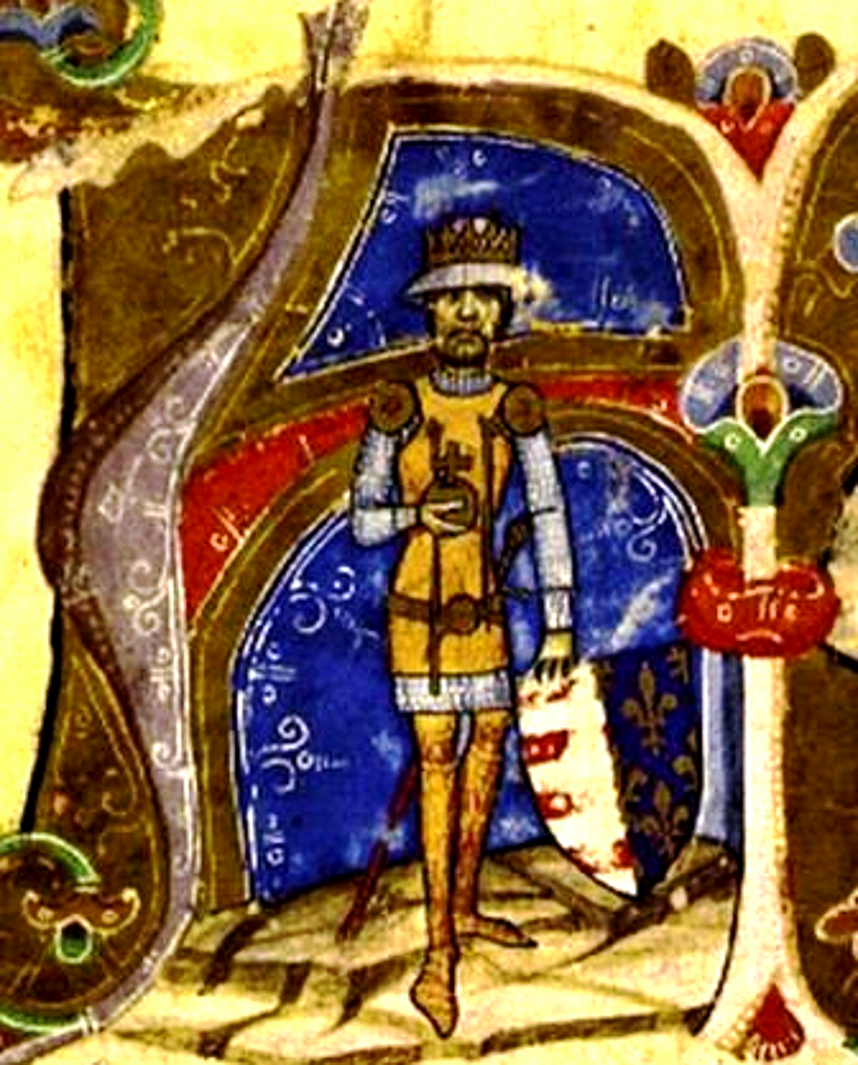
Károly Róbert magyar király ábrázolása a Képes krónikában

Bonifác pontifikátusa során rengeteg diplomáciai vitában foglalt állást, több trón ügyét is magára vállalta, különösen akkor, ha az a trón jelentős egyházi bevételekkel kecsegtetett. Magyarország az Árpád-ház idejében erős bástyának bizonyult a kereszténység finanszírozásában is. A gyengülő központi hatalmat kihasználva már IV. Miklós pápa igyekezett saját akaratát érvényre juttatni a magyar udvarban. A kunok királyának is nevezett IV. László halála felkeltette a pápák érdeklődését. IV. Miklós igyekezett az Anjoukat trónra emelni Magyarországon. De Martell Károlyt, II. Károly nápolyi király gyermekét a rendek elutasították, és helyette az Árpádok férfi ági leszármazottját, III. Andrást választották az ország uralkodójává. Az Anjouk pozícióit azonban a pápai kúria továbbra is támogatta az országban. Bonifác trónra lépésével az Anjouk újabb lelkes támogatót kaptak a magyar trón megszerzéséhez. A pápa közbenjárásának köszönhetően Magyarország déli vidékein már III. András uralkodásának idején egy Anjou-t választottak meg királynak. Martell Károly azonban már idős volt a harcokhoz, ezért a pápa és az Anjou-párti nemesség Károly és Habsburg Rudolf, német király leányának, Klemenciának a gyermekét, Károly Róbertet támogatta, aki anyai ágon V. István dédunokája volt.
Károly Róbert előtt akkor nyílt meg a hatalomra jutás lehetősége, amikor az utolsó Árpád-házi uralkodó, III. András 1301-ben váratlanul utód nélkül meghalt. Az egyház gépezete azonnal beindult, és a Délvidéken elismert királyt már 1301 tavaszán egy alkalmi koronával Esztergomban magyar királlyá koronázták. Károly Róbert ugyan innentől számította uralkodását, az országot azonban a rendek nem neki ajánlották fel, hanem Vencelt, II. Vencel cseh király gyermekének uralmát ismerték el. Vencel, akit a krónikák gyakran Lászlónak neveznek, 1305-ben Wittelsbach Ottó javára lemondott a magyar trónról a lengyelért cserébe, Ottó azonban csak 1307-ig tudta azt megtartani.
Ezeket az eseményeket Bonifác már nem érte meg. Amikor a magyar rendek 1301-ben Vencelt emelték a trónra, interdiktum alá helyezte az egész királyságot. 1303. május 31-én Rómában egy nyilvános egyházi tanácson Bonifác Károly Róbertet ismerte el Magyarország törvényes uralkodójának. Pápai legátusként az országba küldte Niccolo Boccasini bíborost, aki zsinatot hívott össze Budán. 1307-ben, miután Boccasinit Bonifác halála után pápává választották, ezt a szerepét  Gentilis bíboros vette át.

### A német korona
Bonifác nemzetközi sikerei közé tartozik a hajdani nagy ellenséggel kiépített kapcsolata. 1291-ben meghalt I. Rudolf német király, akinek gyermeke, Albert, Ausztria hercege a trón örökösének tekintette magát. 1292-ben a birodalmi rendek azonban másképpen döntöttek, és Adolfot, Nassau grófját választották a birodalom uralkodójává. Albert elfogadta a választófejedelmek döntését. Azonban hamar kiderült, hogy Adolf másképpen akarja irányítani az országot, mint elődje: a nagy szabadságot garantáló Rudolffal ellentétben központosítani akart. 1298. június 23-án három választófejedelem végül megelégelte Adolf uralmát, és Mainzban letették őt a trónról, Albertet választva a helyére. A háború elkerülhetetlen volt, és július 2-án a Worms közelében fekvő Göllheimnél Albert gyors vereséget mért Adolf seregeire. A csatában a törvényes uralkodó nemcsak koronáját vesztette el, de életét is. Augusztus 24-én a frankfurti birodalmi gyűlés újraválasztotta Albertet, akit ezután Aachenben megkoronáztak. A rendek a törvények alapján kikérték Bonifác véleményét, és kérték császári koronázását.
Azonban a pápa nem fogadta el Albertet német királynak, mondván: a Habsburg herceg meggyilkolta saját hűbérurát, Adolfot. Az egyházfő határozatára a hatalmas német érsekek háborúba kezdtek Albert ellen, aki 1301-ben követeket küldött Bonifáchoz, hogy bizonyítsa ártatlanságát. A követek elmondása alapján nem Albert ölte meg Adolfot, és annak életében sosem tört a német trónra. Ráadásul az osztrák herceg 1302-ben megnyerte a német érsekek ellen vívott háborút, így Bonifác 1303. április 30-án elismerte őt uralkodónak. Albert erre letette a pápa által kért esküt, miszerint hű védelmezője lesz az egyháznak, és az egyházfő engedélye nélkül nem nevez ki kormányzókat Itália északi részében.

### Skócia: a pénz és Anglia martaléka
Egyházfőként Bonifác több diplomáciai szállal is kapcsolódott a távoli Angliához és Skóciához. Amikor 1290-ben meghalt I. Margit skót királynő, a trón öröklése tisztázatlan maradt. Az egyre hevesebb trónharcok két évig tartottak, amikor I. Edward angol király befolyása végül Balliol Jánost ültette a skót trónra. János valójában Edward király bábja volt, de a skót rendekkel együttműködve irányította az országot. 1296-ban a skótok végül fellázadtak az angolok uralkodója ellen, és William Wallace vezetésével függetlenségi háborút indítottak Edward seregei ellen. Miután küzdelmük elbukott, 1298-ban Edward ki akarta terjeszteni uralmát Skócia egész területére. Ekkor a skótok a pápa segítségét kérték. 1299-ben Bonifác levelet írt Edwardnak, amelyben felhívta a király figyelmét, hogy a skót föld már ősi idők óta a római katolikus egyházhoz tartozik, amelynek hűbéruraként egyedül a pápa rendelkezik annak trónja felett. Ezért Bonifác felszólította Edwardot, hogy szabadítsa fel Skóciát és vonja ki seregét az országból. Edward a pápa levelét felolvasta a Lincolnban összegyűlt rendi gyűlés előtt, ahol 104 lord előtt fogalmazták meg 1300. június 27-én a válaszlevelet. Ebben Edward nem ismerte el Skócia felett a pápa hűbéri fennhatóságát, és kiemelte, hogy az angol király felett soha senki sem ítélkezhetett, legyen az világi vagy spirituális hatalom. Erre a skótok rögtön nyilatkozatban adták tudtára a világnak, hogy egyetlen hűbéruruknak ismerik el a mindenkori egyházfőt és a Szentszéket.
A vita azonban parttalanná vált, Bonifác leginkább Edward 1294-ben bevezetett adóztatási rendszere ellen hadakozott. A francia uralkodóhoz hasonlóan Edward is adóval sújtotta az angol klérust. A király eleinte beérte a klerikusok jövedelmének egy tizedével, de később, az 1296. novemberi canterbury egyházi tanácson már a klérus bevételeinek ötödét követelte. Több kolostortól és főpaptól elkobozta tulajdonát, és sokáig ostromolta York érsekét is, míg az végül beadta derekát az adó megfizetéséhez. Bonifác tiltakozása hiábavalónak tűnt, hiszen a távoli ország nem sokat törődött a pápa véleményével.

### Az első szentév

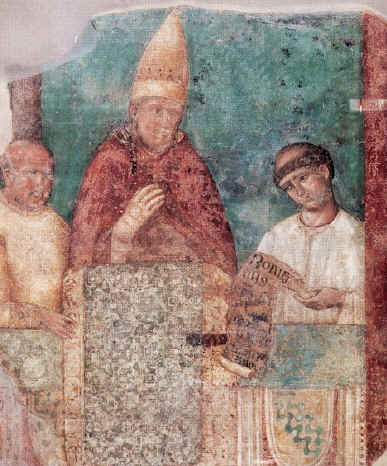
VIII. Bonifác kihirdeti az első szentévet. Giotto di Bondone freskója a lateráni bazilikában

Bonifác pontifikátusa semmiféleképpen nem tartozott a kudarcoktól mentes uralkodások közé. Éppen ezért az ambiciózus egyházfő igyekezett minden alkalmat megragadni, ahol a személyes hatalma iránti tiszteletet ki tudta vívni. 1300. február 22-én az Antiquorum habet fide bullával kezdődött meg a történelem első szentéve. Ezzel Bonifác a pápaság megtépázott tekintélyét akarta helyreállítani, emellett két másik fontos célja is volt az egész éves zarándoklat meghirdetésével. Az egyik pusztán anyagi jellegű volt, ugyanis a pápa nem adta fel a keresztes hadjárat álmát. Egy firenzei krónikás, Giovanni Villani szerint több mint 200 ezer zarándok tartózkodott egyszerre a városban a Szentév folyamán. A történelmi feljegyzések szerint Európa minden részéből érkeztek zarándokok, sőt még Ázsia távoli részéből is volt, aki Rómába érkezett, hogy tiszteletét tegye Péter apostol utóda előtt. A zarándokokból az egyház óriási hasznot húzott. A tömeg egyes források szerint akkora volt, hogy a Tiberis melletti Leonida város falait le kellett bontani egy részen, hogy ezzel is megkönnyítsék a hömpölygő sokaság áradását. Az eredetileg minden századik esztendőben megrendezendő jubileum június 29-ére Szent Péter és Pál apostolok napjára érte el csúcspontját. Ekkor Bonifác a tömeg előtt kihirdette az egy igaz katolikus egyház létezését, és a pápai hatalom uralkodók feletti uralmának elvét. Erre a napra tehető az is, hogy Bonifác a hagyományos pápai tiarát kiegészítette egy második koronával, amely az egyházfők világi hatalmát szimbolizálta. A zarándoklat meghirdetésének másik fő oka volt, hogy az egyre gyakrabban megkérdőjelezhető célú zarándoklatoknak ellenőrizhető keretet adjanak, illetve megszüntessék azokat. Sikerült megrendszabályozni a flagellánsokat, vagyis az önostorozó zarándokokat, és más anarchista jellegű kezdeményezéseket is.

### A művészetek pápája

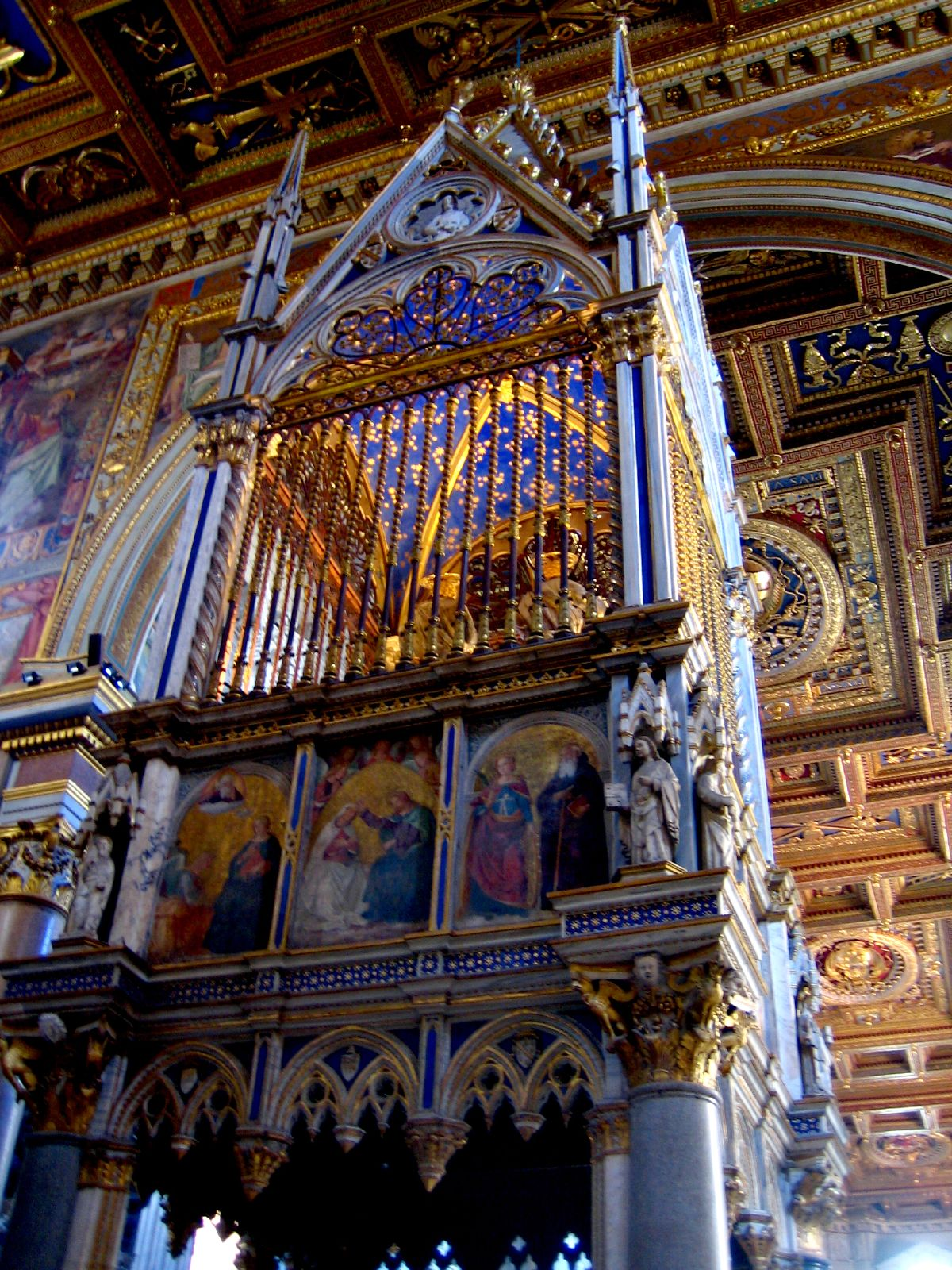
A lateráni Szent János-bazilika oltára fölötti baldachin, amelyet Arnolfo di Cambio tervei alapján faragtak ki.

A sokat látott egyházfőnek nemcsak a Szentév hozott maradandó dicsőséget. A korabeli művészeti és alkotói ágak szinte mindegyikét megélénkítette. Sok művészettörténész kiemelkedő alaknak tekinti Bonifácot, amiért egész uralkodása alatt támogatta a művészeket. Ő volt az első olyan pápa, aki hosszú időre lekötötte Itália legnevesebb művészeit: Szerette az értékes, lenyűgöző festményeket, épületeket, szobrokat. A reneszánsz első szárnycsapásait is az ő támogatásának tulajdonítják, hiszen művészettörténeti szempontból Bonifác legkiemelkedőbb döntése az volt, hogy a pápai udvar szolgálatába állította Giottót, a 13–14. század legkiválóbb festőjét. Ő ellenőrizte a pápa legnagyobb megbízásait, és a legtöbb freskó az ő kézjegyét viseli. Anagniban, Perugiában és Orvietóban is felújította a katedrálist, és több márványszobrot állíttatott e városok főtereire. Palotáit átépíttette vagy felújíttatta, gyakran gótikus stílusú katedrálist emelve mellé.
A Szentév Rómában is jelentős változásokat hozott. Bonifác az Örök Város legtöbb templomát felújította. Ezek közül is a három legnagyobbat vetette alá alapos felújításnak. Új freskókat kapott a Szent Péter-bazilika, és a lateráni Szent János-bazilikában Giotto falfestményei a mai napig láthatóak. Itt kapott helyet Bonifác portréja is, amelyet a neves művész készített. A Santa Maria Maggiore-templom pedig elsősorban Bonifác szobrászat iránti rajongását tükrözi vissza. A kor legjelesebb szobrásza, Arnolfo di Cambio készítette el itt a Bölcső kápolnáját. Ő készítette a lateráni Szent János-bazilika oltára fölé hajló baldachin terveit, amelyet Bonifác halála miatt csak később faragtak meg. A pápa annyira kedvelte Arnolfo mester munkáját, hogy felkérte, készítsen számára méltó nyughelyet. Így a mai napig di Cambio szarkofágjában nyugszik VIII. Bonifác.
Bonifác jogászpápaként csodálta a könyvek és az írott művészet mestereit is. Franciaországból a legjobb miniatúra-készítőket gyűjtötte maga köré, akik számos kódexet másoltak számára, de saját munkáihoz is az ő díszes kezdőbetűiket alkalmazta. 1303. június 6-án megalapította Róma első egyetemét, a Sapienza Egyetemet, amelynek jogutódja mind a mai napig működik. Emellett ő vetette meg a fermói egyetem alapjait is. Fontos megjegyezni, hogy sok-sok év után ő alapította újra a Vatikáni Apostoli Könyvtárat, amelyet 1227-ben a nemesi lázadások idején kifosztottak. A Turris chartularia, azaz a Szentszék ősi iratai mind elvesztek ekkor, de a gyűjteményt minden erővel igyekezett pótolni a pápa. Bonifác korának legkiemelkedőbb kánon jogi szakértője volt. Több munkáját és pontifikátusának rendeleteit összefoglalva adta ki a Liber Sextus-t, azaz a Hatodik Könyvet, amely utalt arra, hogy ő a hatodik egyházfő, aki összegyűjtött rendelkezéseit könyvbe gyűjti.

### Halála

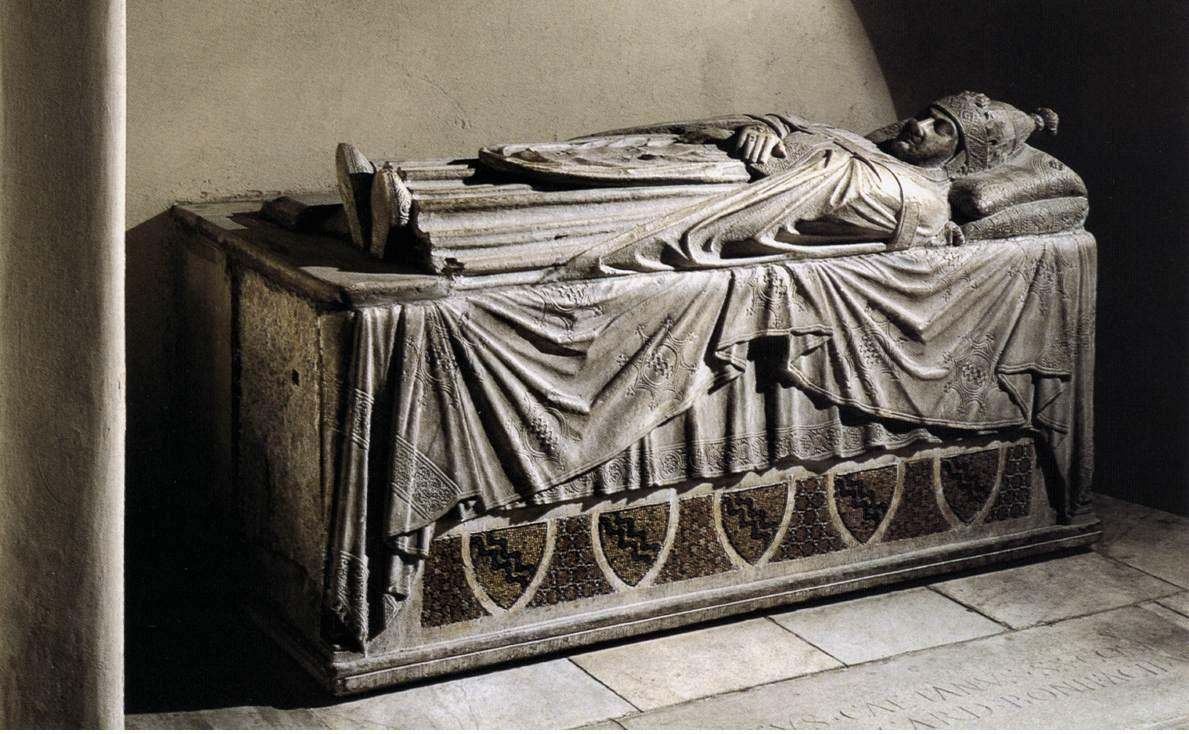
VIII. Bonifác síremléke, amelyet Arnolfo di Cambio készített. Ma a Szent Péter-bazilika altemplomában áll.

Miután Guillaume de Nogaret és Sciarra Colonna elfogta és megkínoztatta Anagniban, a krónikák szerint Bonifác megőrült. Az elhagyatottság és a hiábavaló küzdelem állítólag teljesen felőrölte — más források szerint nem épült fel a kínzások okozta sebeiből. A megtépázott tekintélyű egyházfőt az Orsini család fegyveresei kísérték vissza Rómába, ahol a fegyveres konfliktus után egy hónappal, 1303. október 11-én meghalt. A Szent Péter-bazilikában helyezték örök nyugalomra egy Arnolfo di Cambio által faragott kő szarkofágban.
Bonifác története nem ért véget halálával. Ennek két fő oka is volt. Az egyik az, hogy bőven akadtak ellenfelei, akik írásaikban sötéten örökítették meg emlékezetét, másrészt IV. Fülöp nem tudott belenyugodni abba, hogy végül nem tudta megtörni Bonifác hatalmát. Az írók közül két említésre méltó akad ebben a korban; az egyik Jacopone da Todi, akit a pápa börtönbe záratott, ugyanis a [[F
ferences rend|ferencesek]] egyik olyan ágát vezette, amely nem ismerte el Bonifác legitimitását. Miután a pápa meghalt, Jacopone is visszanyerte szabadságát, és Itália-szerte gúnyiratokat terjesztett a néhai egyházfőről. A másik Dante Alighieri volt, akit Bonifác intézkedései űztek el szülővárosából, Firenzéből. Az ellentétet csak fokozta, hogy Dante köztudottan a fehér guelf párt oszlopos tagja volt, míg Bonifác a fekete guelfeket pártfogolta. Ennek megfelelően a vitatott örökségű egyházfő az Isteni színjátékban a pokol legmélyebb bugyraiba került.

## Pere
Halála után a francia uralkodó pert indított a néhai pápa ellen, a jogi procedúra 1303-tól 1311-ig tartott. 1310 augusztusában nyitotta meg Fülöp Groseau monostorban Malaucène mellett az egyik legfontosabb vizsgálótanácsot, amelyen több vádat is emeltek Bonifác ellen. Ezek közül a legsúlyosabbak azok voltak, amelyek szerint Bonifác a következőket állította:
- A keresztény hit éppúgy emberi kitaláció szüleménye, mint a zsidók vagy az arabok hite.
- A holtak csak úgy fognak feltámadni, mint a tegnap elhullott lovam.
- Mária, amikor megszülte Krisztust, éppúgy nem volt szűz, mint anyám, mikor életet adott nekem.
- A testi örömök éppúgy nem főbenjáró bűnök, mint a kézmosás.
- Az Éden és a Pokol csak a földön létezik. Az egészséges, gazdag és boldog emberek élnek a földi Édenben, míg a szegények és a betegek a földi Pokolban.
- A világ örökké létezni fog, mi viszont nem!

A súlyos vádak bizonyítása azonban elmaradt, és végül Fülöp is fontosabb ügyek után nézett. Végül 1311-ben az érdektelenség miatt elült Bonifác pere, benne semmiféle ítélet nem született.

## Művei
- Documenta Catholica Omnia (latin nyelven). (Hozzáférés: 2011. december 6.)